# Liternum
Liternum era una città romana della Campania antica, sita presso l'attuale Lago Patria, frazione del comune di Giugliano in Campania (NA). La città si trovava sulla sponda sud del Lago di Patria (in latino Literna Palus) presso la foce del fiume Clanio (Clanis) e la Silva Gallinaria.
Dista 8 km dal comune di Villa Literno (CE), con il quale non ha nessun legame rilevante.

## Storia
La zona era abitata già in epoca preistorica e successivamente da popolazioni di stirpe osca.
Nel 194 a.C. vi fu dedotta una colonia romana, verosimilmente di veterani della seconda guerra punica appartenenti all'esercito di Scipione l'Africano, che qui si rifugiò esule nel 187 a.C. e vi morì nel 183 a.C. Già gli antichi erano in dubbio se Scipione fosse stato sepolto a Liternum oppure nella tomba di famiglia a Roma, poiché in entrambe si trovava un suo monumento funebre con statua. Quella di Liternum avrebbe recato l'epitaffio: "Ingrata patria, ne ossa quidem mea habes". Successivamente, secondo la tradizione, fra le rovine della città si trovò un frammento della suddetta epigrafe, in cui si leggeva solo "... ta Patria ne..." e perciò tutto il luogo prese il nome di Patria, e parimenti il lago fu detto di Patria. Quasi un secolo dopo Livio, la villa e la tomba di Scipione furono descritte da Seneca durante il suo soggiorno a Liternum.
La città ebbe notevole sviluppo in età augustea, ma soprattutto tra la fine del I ed il II secolo d.C., grazie alla realizzazione della via Domiziana che, partendo da Sinuessa (nel territorio dell'odierna Mondragone), la collegava con i centri della costa campana e in particolare con il porto di Puteoli, l'odierna Pozzuoli, dove la strada terminava. Fonti di reddito erano la pesca e, probabilmente, l’utilizzo della sabbia del suo litorale, particolarmente fine e bianca, per la produzione del vetro. C’erano, inoltre, botteghe, laboratori artigianali, profumieri e diverse produzioni ceramiche.
In epoca cristiana la città fu anche sede vescovile dell’ecclesia Liternina o Patriensis, fino a quando si effettuò la traslazione, da Liternum a Napoli delle reliquie di Santa Fortunata. A partire dalla tarda età imperiale subì un progressivo abbandono. Dopo il IV secolo, a seguito di alluvioni e invasioni barbariche, la popolazione superstite migrò verso il centro storico dell'attuale Giugliano. Nel Medioevo la pianura intorno a Liternum divenne luogo di insediamento da parte dei monaci benedettini. 
Verso la fine dell’Ottocento vennero rinvenute alcune lapidi. Nel 1930 il soprintendente Amedeo Maiuri affidò all’ispettore onorario Giacomo Chianese gli scavi per tentare di trovare la villa e la tomba di Scipione. Nel 1932 sono stati portati alla luce alcuni resti dell'antica città relativi al Foro, il Capitolium, la Basilica e il Teatro. Nel periodo degli scavi fu realizzata un'ara votiva a Scipione l'Africano, collocata nel parco il 15 settembre 1936. Al di fuori delle mura cittadine sono stati individuati residui dell'anfiteatro (di dimensioni calcolabili in m. 85/90 x 65/70) e la necropoli con la maggior parte delle sepolture di epoca imperiale.
Una parte dei reperti rinvenuti durante gli scavi sono conservati presso una sala dedicata nel Museo archeologico dei Campi Flegrei.

## Il Parco Archeologico
Nell'agosto del 2006, grazie all'interessamento del comune di Giugliano, e con sovvenzioni ottenute tramite la Soprintendenza di Napoli, vennero avviati una serie di interventi finalizzati alla realizzazione del Parco e museo archeologico di Liternum.  Il Parco Archeologico di Liternum fu ultimato nell'aprile 2009 dal Comune di Giugliano, che per un certo periodo di tempo assegnò la custodia, manutenzione, gestione e promozione del sito alla Pro Loco Litorale Domitio, ente di promozione turistica, culturale e sociale del territorio costiero della città. Dopodiché, l'area venne affidata per un breve periodo alla sezione di Giugliano dell'Associazione Nazionale Carabinieri.
Dal 2016 il parco e l'anfiteatro di Liternum sono entrati nel circuito del "Parco archeologico dei Campi Flegrei".
A settembre 2023 iniziarono i lavori per la riqualificazione del parco naturalistico, adiacente agli scavi archeologi del Foro, con il ripristino della pavimentazione e delle opere accessorie, l'area venne inaugurata il 5 maggio 2024.
Il parco archeologico e naturalistico rientra nel perimetro della Riserva naturale Foce Volturno-Costa di Licola.

## Galleria d'immagini

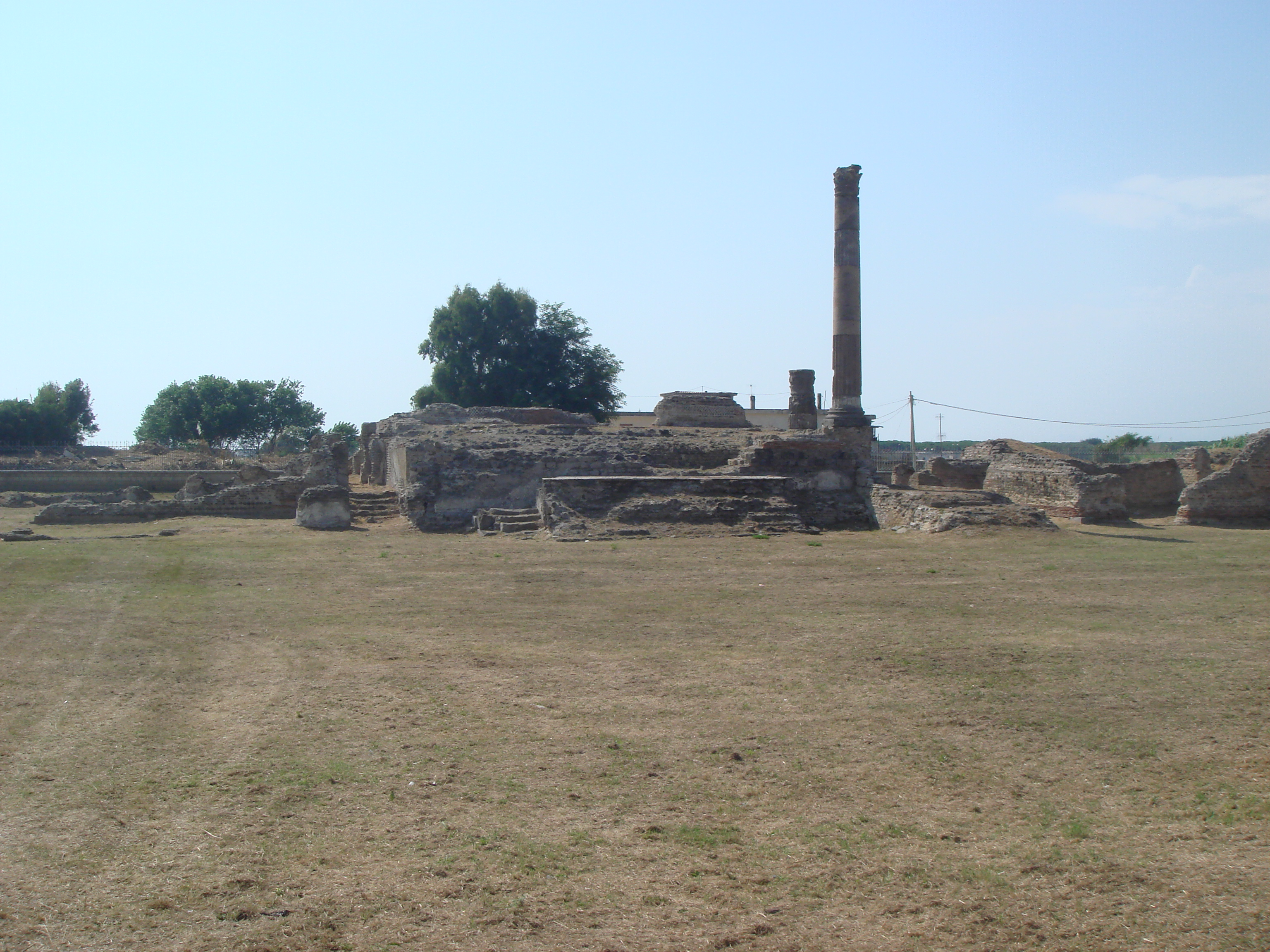
Il tempio del Foro. A sinistra si possono notare i resti della basilica e, a destra, quelli del teatro
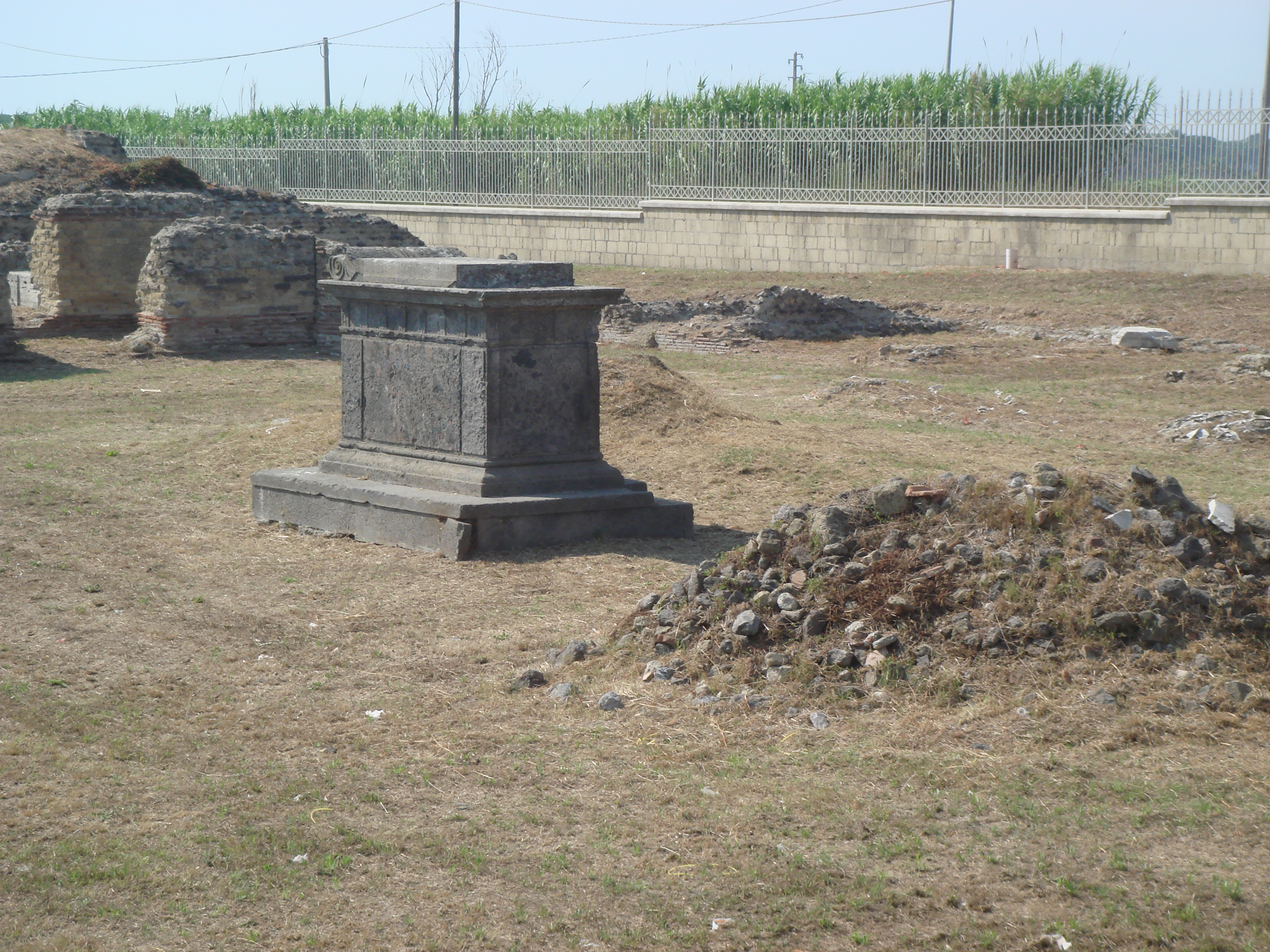
Ara votiva di Scipione l'africano
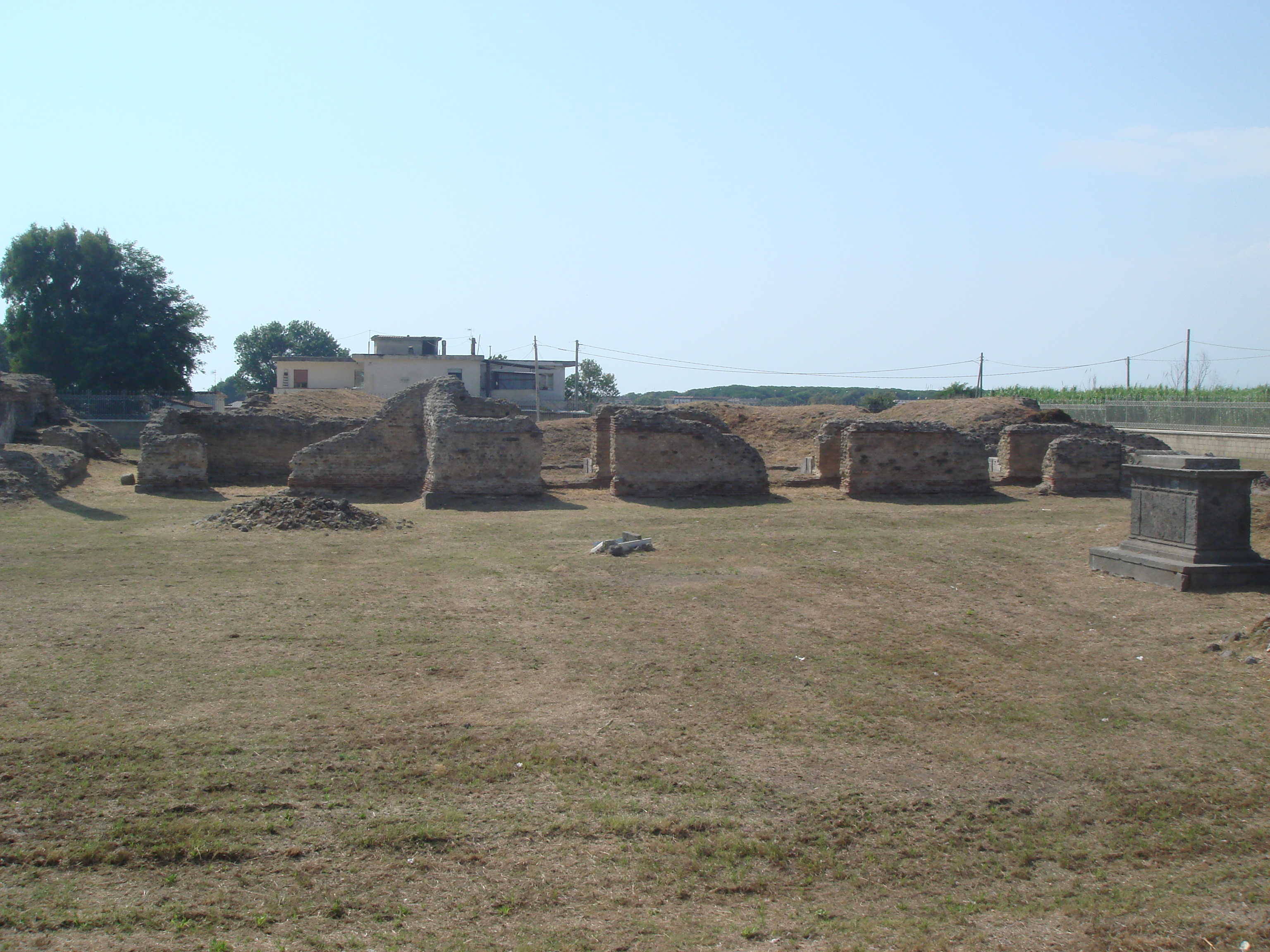
I resti del teatro, visto dalla skenè
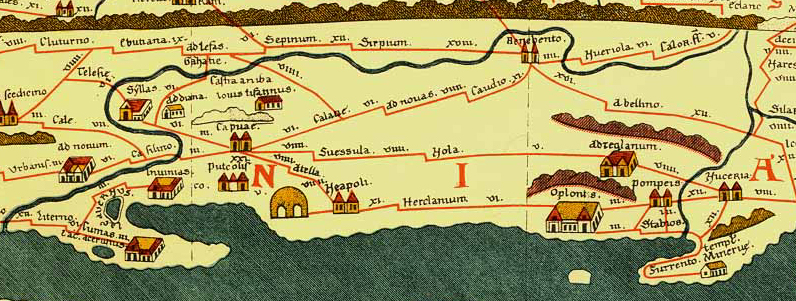
Liternum nella Tabula Peutingeriana